# Angela Nikoletti
Angela Nikoletti (Margreid, 31 de maig de 1905 – Kurtatsch, 30 d'octubre de 1930) va ser una mestra austríaca amb ciutadania italiana de les Katakombenschulen, les escoles clandestines de llengua alemanya, durant el període feixista italià al Tirol del Sud.

## Infància i joventut
La família Nikoletti portava una vida molt senzilla. El pare, Hans Nikoletti, s'absentava sovint per motius laborals i el 1914 va ser cridat a les armes arran de l'esclat de la Primera Guerra Mundial. La seva mare, Ida Peer, treballava a Bolzano però degut de la seva mala salut va passar llargues estades a l'hospital. Per tant, Angela no tenia un fort vincle amb els seus pares. Es va criar i va viure principalment amb la seva tia Angela Peer a Cortaccia sulla Strada del Vino.
Àngela va demostrar des de ben petita que era molt intel·ligent i sensible. De jove va estar marcada pels esdeveniments històrics de l'època, la Primera Guerra Mundial, la derrota dels Habsburg i la posterior annexió del Tirol del Sud a Itàlia. Amb l'arribada del feixisme es va iniciar el procés d'italianització de la província de Bolzano. Angela, de tretze anys, va presenciar en primera persona la supressió de la cultura local alemanya.
Després de la mort de la seva mare va passar un temps amb una tia a Terlan. Aquí va estar en contacte estret amb molts nens i aviat va desenvolupar el desig de ser mestra. El 1922 va cursar el primer any de l'institut de formació del professorat a Zams, al Tirol austríac. Després d'unes vacances d'estiu, passades a casa seva al Tirol del Sud, les autoritats feixistes li van denegar el permís per tornar a Àustria per cursar el segon any dels estudis. Davant d'aquesta reacció, l'Angela va perdre per casualitat un tros de paper amb un poema sobre el Tirol. Aquest va acabar en mans de les autoritats feixistes que la van cridar a comparèixer davant el mariscal de Termeno, sent agredida verbalment. No la van detenir perquè encara era menor d'edat. Només al cap d'un any va rebre el permís per poder tornar a Zams i així aconseguir acabar els estudis.

## Katakombenschulen i la persecució per part de les autoritats
A causa de la situació política al Tirol del Sud, l'Angela mai va poder exercir legalment la seva professió.
L'any 1923, amb la reforma escolar d'italianització impulsada pel polític italià Ettore Tolomei, anomenada Programa Tolomei, va començar la veritable destrucció de l'escola alemanya. Article 17 del Reial Decret d'1 d'octubre de 1923, n. 2185 va ordenar que a partir del curs 1923-1924 només s'ensenyés l'italià a totes les primeres classes i fent el mateix els anys següents. El decret ministerial de 22 de novembre de 1925 també va imposar l'eliminació de totes les hores d'ensenyament addicional de l'alemany i com que encara quedava la possibilitat d'ensenyar la llengua de manera privada, el 27 de novembre de 1925 es va emetre un decret urgent pel prefecte que la va il·legalitzar i, per tant, prohibint l'ensenyament en el sector privat.
Tant l'afecció de l'Angela a la població local com el heimat, la van empènyer a posar-se a disposició per fer classes clandestines d'alemany, tot i sabent el risc que corria. Per lleialtat als seus ideals, també va renunciar a una feina segura que li havia ofert una família de Bolzano. “Per amor i pietat pels nens del poble vaig renunciar a aquesta feina. 30 nens eren els nens que van venir a casa meva i la de la meva tieta. La cuina, el dormitori i el jardí eren les nostres aules. Les lliçons duraven cada dia fins a les 21h”, va escriure l'Àngela al seu diari. De vegades els nens es veien obligats a entrar i sortir per les finestres per no despertar sospita. També va fer front a les acusacions i amenaces del Podestà del govern municipal de Cortaccia, Giovanni Lorenzi. El qual fou tinent sota el règim austríac i un parlant nadiu d'alemany, però que amb l'arribada del feixisme va acceptar la italianització i va canviar el seu nom (originalment es deia Johann Lorenz). Després d'un avís del Podestà que havia descobert la seva activitat, l'Angela va ser detinguda i tancada a la presó de la població d'Egna.
Angela Nikoletti va ser condemnada el 19 de maig de 1927 a trenta dies de detenció, cinc anys de supervisió policial i expulsió de la seva ciutat natal de Kurtatsch. La tuberculosi que havia contragut, havia anat empitjorat mentre estava a la presó, finalment va provocar-li la mort el 30 d'octubre de 1930. Va morir amb només vint-i-cinc anys.
Angela va escriure les seves experiències i sentiments al llarg de la seva vida en un diari. Durant els períodes de solitud, tristesa i dolor físic passats a l'hospital i al llit va escriure també una llarga sèrie de poemes que expressen molt clarament tot el turment del seu cor, el seu patiment però també el gran amor per la seva terra.

## Reconeixement
Com a reconeixement la ciutat de Bolzano va dedicar-li l'any 2011 un plaça del districte d'Oberau-Haslach (Oltrisarco-Aslago), prop del centre cívic Rosenbach. L'any 2012 l'administració municipal va afegir-hi una placa commemorativa d'Angela Nikoletti com a víctima del feixisme.